# Mesaphorura hylophila
Mesaphorura hylophila is een springstaartensoort uit de familie van de Tullbergiidae. De wetenschappelijke naam van de soort is voor het eerst geldig gepubliceerd in 1982 door Rusek.